# Chaerocina usambarensis
Chaerocina usambarensis là một loài bướm đêm thuộc họ Sphingidae. Loài này có ở Tanzania.